# Magra socken
Magra socken i Västergötland ingick i Bjärke härad, ingår sedan 1974 i Alingsås kommun och motsvarar från 2016 Magra distrikt.
Socknens areal är 45,41 kvadratkilometer varav 45,34 land. År 2000 fanns här 652 invånare.  Godset Upplo samt småorten Magra med sockenkyrkan Magra kyrka ligger i socknen.   

## Administrativ historik
Socknen har medeltida ursprung. 
Vid kommunreformen 1862 övergick socknens ansvar för de kyrkliga frågorna till Magra församling och för de borgerliga bildades Magra landskommun.  Landskommunen inkorporerades 1952 i Bjärke landskommun som upplöstes 1974 då denna del uppgick i Alingsås kommun. Församlingen uppgick 2006 i Bjärke församling.
1 januari 2016 inrättades distriktet Magra, med samma omfattning som församlingen hade 1999/2000.
Socknen har tillhört län, fögderier, tingslag och domsagor enligt vad som beskrivs i artikeln Bjärke härad. De indelta soldaterna tillhörde Västgöta-Dals regemente, Väne kompani och Västgöta regemente, Barne kompani .

## Geografi och natur
Magra socken ligger norr om Alingsås. Socknen har odlingsbygd i ådalar och är i övrigt en skogsbygd.
Lärkemossens naturreservat som delas med Kullings-Skövde och Södra Härene socknar i Vårgårda kommun ingår i EU-nätverket Natura 2000.
En sätesgård var Upplo säteri.
Före 1679 var Bjärlanda ett av flera tingsställen i Bjärke härad.

## Fornlämningar
Tre hällkistor och lösfynd från stenåldern är funna. Från bronsåldern finns skålgropsförekomster. Från järnåldern finns gravar, domarringar och resta stenar.

## Befolkningsutveckling
Befolkningen ökade från 599 1810 till 1 088 1890 varefter den minskade till 620 1980 då den var som minst under 1900-talet. därefter vände den uppåt igen till 681 1990.

## Namnet
Namnet skrevs 1403 Maghra och kommer från kyrkbyn. Namnet innehåller mager och syftar på jordarten.